# Hoa hậu Thế giới 2013
Hoa hậu Thế giới 2013 là cuộc thi Hoa hậu Thế giới lần thứ 63 được diễn ra vào ngày 28 tháng 9 năm 2013 tại Trung tâm hội nghị Nusa Dua, Bali, Indonesia. 127 thí sinh từ khắp nơi trên thế giới đã cùng nhau tham dự cuộc thi, làm nên kỷ lục về số thí sinh tham dự lúc bấy giờ. Vu Văn Hà của Trung Quốc đã trao lại vương miện Hoa hậu Thế giới cho Megan Young đến từ Philippines. Với chiến thắng này, Philippines đã trở thành quốc gia thứ 3 chiến thắng Tứ đại Hoa hậu (Hoa hậu Thế giới, Hoa hậu Hoàn vũ, Hoa hậu Quốc tế, Hoa hậu Trái Đất).

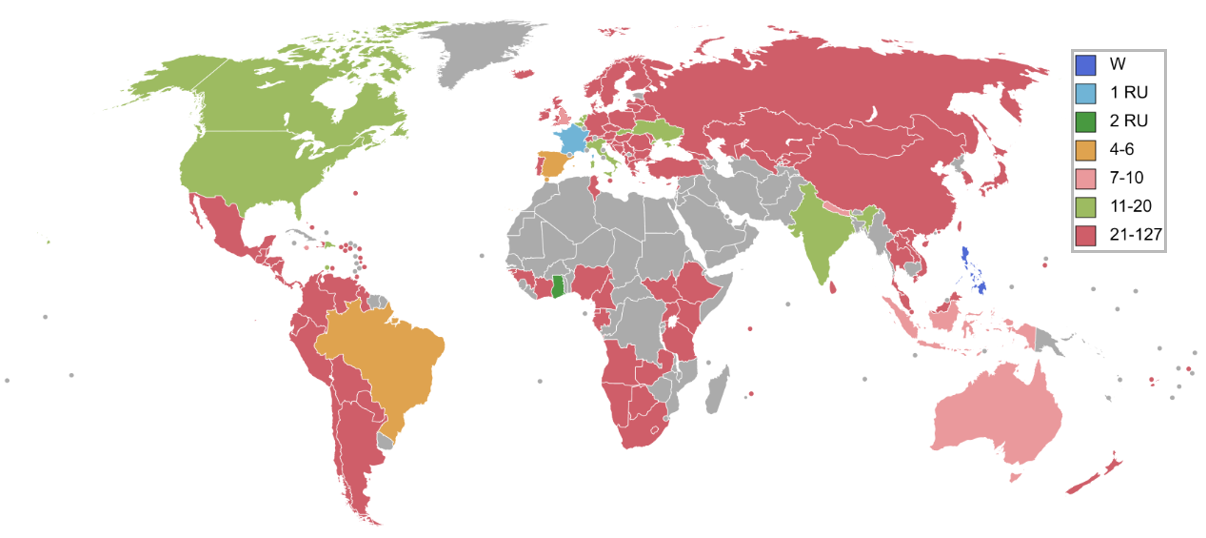
Các quốc gia và vùng lãnh thổ tham gia Hoa hậu Thế giới 2013 và kết quả.

## Kết quả cuộc thi

### Thứ hạng
| Kết quả               | Thí sinh |
| --------------------- | --- |
| Hoa hậu Thế giới 2013 | - Philippines – Megan Young |
| Á hậu 1               | - Pháp – Marine Lorphelin |
| Á hậu 2               | - Ghana – Carranzar Naa Okailey Shooter |
| Top 6                 | - Brazil – Sancler Frantz - Gibraltar – Maroua Kharbouch § - Tây Ban Nha – Elena Ibarbia |
| Top 10                | - Úc – Erin Holland - Anh – Kirsty Heslewood - Indonesia – Vania Larissa - Jamaica – Gina Hargitay - Nepal – Ishani Shrestha |
| Top 20                | - Aruba – Larissa Leeuwe - Bỉ – Noémie Happart - Canada – Camille Munro - Cộng hòa Dominican – Joely Bernat - Ấn Độ – Navneet Kaur Dhillon - Ý – Sarah Baderna - Hà Lan – Jacqueline Steenbeek - Slovakia – Karolína Chomisteková - Ukraine – Anna Zayachkivska - Hoa Kỳ – Olivia Jordan |

§ Thí sinh được vào thẳng Top 6 do nhận được nhiều phiếu bình chọn nhất

### Điểm số bán kết
Chiến thắng
     Á hậu 1
     Á hậu 2
     Top 6
| Ứng viên    | Điểm số |
| ----------- | ------- |
| Philippines | 328     |
| Brazil      | 323     |
| Úc          | 316     |
| Pháp        | 308     |
| Nepal       | 290     |
| Anh         | 282     |
| Indonesia   | 282     |
| Tây Ban Nha | 281     |
| Jamaica     | 280     |
| Ghana       | 278     |

### Các nữ hoàng sắc đẹp châu lục
| Châu lục       | Thí sinh                      |
| -------------- | ----------------------------- |
| Châu Phi       | - Ghana – Naa Okailey Shooter |
| Châu Mỹ        | - Brazil – Sancler Frantz     |
| Châu Á         | - Philippines – Megan Young   |
| Vùng Caribe    | - Jamaica – Gina Hargitay     |
| Châu Âu        | - Pháp - Marine Lorphelin     |
| Châu Đại Dương | - Úc – Erin Holland           |

### Thứ tự gọi tên
| 1. Hà Lan 2. Nepal 3. Jamaica 4. Cộng hòa Dominica 5. New Zealand 6. Úc 7. Tây Ban Nha 8. Hoa Kỳ 9. Ý 10. Canada 11. Ghana 12. Philippines 13. Anh 14. Bỉ 15. Aruba 16. Brazil 17. Pháp 18. Ukraine 19. Ấn Độ 20. Slovakia | 1. Ghana 2. Jamaica 3. Tây Ban Nha 4. Indonesia 5. Anh 6. Nepal 7. Pháp 8. Úc 9. Brazil 10. Philippines | 1. Pháp 2. Philippines 3. Ghana 4. Brazil 5. Tây Ban Nha 6. Gibraltar |

### Các sự kiện

#### Hoa hậu Bãi biển
| Kết quả     | Thí sinh |
| ----------- | --- |
| Chiến thắng | - Brazil – Sancler Frantz |
| Giải Nhì    | - Pháp – Marine Lorphelin |
| Giải Ba     | - Ghana – Carranzar Naa Okailey Shooter |
| Giải Tư     | - Jamaica – Gina Hargitay |
| Giải Năm    | - Philippines – Megan Young |
| Top 11      | - Trung Quốc – Yu Weiwei - Indonesia – Vania Larissa - Ý – Sarah Baderna - Moldova – Valeriya Tsurkan - Tây Ban Nha – Elena Ibarbia - Ukraine – Anna Zayachkivska |
| Top 32      | - Albania – Ersela Kurti - Aruba – Larissa Leeuwe - Bahamas – De'Andra Bannister - Bulgaria – Nansi Karaboycheva - Chile – Camila Andrade - Bờ Biển Ngà – Aïssata Ezzedine - Curaçao – Xafira Urselita - Cộng hoà Séc – Lucie Kovandova - Đan Mạch – Malene Sorensen - Ecuador – Laritza Parraga - Anh – Kirsty Heslewood - Ethiopia – Genet Tsegay - Guyana – Ruqayyah Boyer - Nhật Bản – Michiko Tanaka - Kyrgyzstan – Zhibek Nukeeva - Martinique – Julie Lebrasseur - Nga – Elmira Abdrazakova - Slovakia – Karolína Chomisteková - Nam Sudan – Manuela Matong - Quần đảo Virgin (Mỹ) – Petra Cabrera-Badia - Venezuela – Karen Soto |

#### Hoa hậu Thể thao
| Kết quả     | Thí sinh |
| ----------- | --- |
| Chiến thắng | - Hà Lan – Jacqueline Steenbeek |
| Giải Nhì    | - Tây Ban Nha – Elena Ibarbia |
| Giải Ba     | - Bắc Ireland – Meagan Green |
| Giải Tư     | - Paraguay – Coral Ruíz |
| Giải Năm    | - El Salvador – Paola Ayala |
| Top 20      | - Aruba – Larissa Leeuwe - Bỉ – Noemie Happart - Bulgaria – Nansi Karaboycheva - Síp – Kristi-Mari Agapiou - Cộng hòa Dominica – Joely Bernat - Anh – Kirsty Heslewood - Hungary – Rakosi Annamaria - Ý – Sarah Baderna - Montenegro – Ivana Milojko - New Zealand – Ella Langsford - Nicaragua – Luz Decena - Panama – Virginia Hernandez - Perú – Elba Fahsbender - Scotland – Jamey Bowers - Slovakia – Karolína Chomisteková |

#### Hoa hậu Tài năng
| Kết quả     | Thí sinh |
| ----------- | --- |
| Chiến thắng | - Indonesia – Vania Larissa |
| Giải Nhì    | - Úc – Erin Holland |
| Giải Ba     | - Ukraine – Anna Zayachkivska |
| Giải Tư     | - Quần đảo Virgin (Anh) – Kirtis Malone |
| Giải Năm    | - Canada – Camille Munro |
| Top 12      | - Cameroon – Denise Valerie Ayena - Dominica – Leslassa Armour-Shillingford - Hồng Kông – Huỳnh Tâm Dĩnh - Panama – Virginia Hernandez - Slovakia – Karolina Chomistekova - Trinidad và Tobago – Sherrece Villafana - Wales – Gabrielle Shaw |

#### Hoa hậu Siêu mẫu
| Kết quả     | Thí sinh |
| ----------- | --- |
| Chiến thắng | - Philippines – Megan Young |
| Giải Nhì    | - Hoa Kỳ – Olivia Jordan |
| Giải Ba     | - Pháp – Marine Lorphelin |
| Giải Tư     | - Ukraine – Anna Zayachkivska |
| Giải Năm    | - Brasil – Sancler Frantz |
| Top 10      | - Cameroon – Denise Valerie Ayena - Síp – Kristi-Mari Agapiou - Anh – Kirsty Heslewood - Ý – Sarah Baderna - Nam Sudan – Modong Manuela |

#### Hoa hậu Nhân ái
| Kết quả     | Thí sinh |
| ----------- | --- |
| Chiến thắng | - Nepal – Ishani Shrestha |
| Giải Nhì    | - Úc – Erin Holland |
| Giải Ba     | - Tanzania – Brigitte Lyimo |
| Giải Tư     | - Bỉ – Noemie Happart |
| Giải Năm    | - Brazil – Sancler Frantz |
| Top 10      | - Pháp – Marine Lorphelin - Ghana – Carranzar Naa Okailey Shooter - Anh – Kirsty Heslewood - Ấn Độ – Navneet Dhillon - Aruba – Larissa Leeuwe |

#### Hoa hậu Truyền thông
| Kết quả     | Thí sinh                                  |
| ----------- | ----------------------------------------- |
| Chiến thắng | - Ấn Độ – Navneet Dhillon                 |
| Gỉi Nhì     | - Thái Lan – Natalie Kanyapak Phoksomboon |
| Giải Ba     | - Nepal – Ishani Shrestha                 |
| Giải Tư     | - Philippines – Megan Young               |
| Giải Năm    | - Malaysia – Melinder Bhullar             |

## Các giám khảo
- Julia Morley - Chủ tịch tổ chức Hoa hậu Thế giới
- Donna Derby - Biên đạo múa
- Derek Wheeler
- Mike Dixon - là nhạc trưởng, đạo diễn âm nhạc, giám sát âm nhạc, nhà soạn nhạc và dàn dựng người Anh
- Andrew Minarik
- Vineet Jain - Giám đốc điều hành của Bennett, Coleman & Co. Ltd.
- Azra Akin - Hoa hậu Thế giới 2002 từ Thổ Nhĩ Kỳ
- Maurice Montgomery Haughton-James
- Ken Warwick - là nhà sản xuất và đạo diễn truyền hình người Anh
- Liliana Tanoesoedibjo - Doanh nhân
- Liestyana Irman Gusman
- Silvia Agung Laksono

## Nhạc nền và trình diễn
- Ban nhạc Blue
- Matt Cardle
- GIGI Art of Dance
- Nhóm nhảy Soerya Soemirat
- Iskandar Widjaja
- Maylaffayza

## Các thí sinh
127 thí sinh tham gia cuộc thi:
| Quốc gia/Vùng lãnh thổ | Thí sinh                      | Tuổi | Quê nhà                        |
| ---------------------- | ----------------------------- | ---- | ------------------------------ |
| Albania                | Ersela Kurti                  | 22   | Tirana                         |
| Angola                 | Maria Castelo                 | 23   | Uíge                           |
| Argentina              | Teresa Kuster                 | 24   | Buenos Aires                   |
| Aruba                  | Larisa Leeuwe                 | 22   | Oranjestad                     |
| Úc                     | Erin Holland                  | 24   | Sydney                         |
| Áo                     | Ena Kadic                     | 23   | Innsbruck                      |
| Bahamas                | De'Andra Bannister            | 24   | Nassau                         |
| Barbados               | Regina Ramjit                 | 19   | Bridgetown                     |
| Belarus                | Maryia Vialichka              | 22   | Vitebsk                        |
| Bỉ                     | Noémie Happart                | 20   | Liege                          |
| Belize                 | Idolly Louise Saldivar        | 22   | Belmopan                       |
| Bermuda                | Katherine Arnfield            | 18   | Hamilton                       |
| Bolivia                | Alejandra Castillo            | 20   | Tarija                         |
| Bosnia và Herzegovina  | Sanda Gutić                   | 19   | Sarajevo                       |
| Botswana               | Rosemary Keofitlhetse         | 20   | Gaborone                       |
| Brazil                 | Sancler Frantz                | 21   | Arroio do Tigre                |
| Quần đảo Virgin (Anh)  | Kirtis Malone                 | 21   | Tortola                        |
| Bulgaria               | Nansi Karaboycheva            | 20   | Pazardzhik                     |
| Cameroon               | Denise Valerie Ayena          | 22   | Yaoundé                        |
| Canada                 | Camille Munro                 | 22   | Regina                         |
| Chile                  | Camila Andrade                | 22   | Concepcion                     |
| Trung Quốc             | Dư Vy Vy                      | 25   | An Khang                       |
| Đài Bắc Trung Hoa      | Trương Thiều Quyên            | 21   | Đài Bắc                        |
| Colombia               | Daniela Ocoro                 | 23   | Cali                           |
| Costa Rica             | Yarley Marín                  | 23   | Puntarenas                     |
| Bờ Biển Ngà            | Aïssata Dia                   | 21   | Aboisso                        |
| Croatia                | Lana Grzetic                  | 18   | Rijeka                         |
| Curaçao                | Xafira Urselita               | 18   | Willemstad                     |
| Síp                    | Kristi-Mari Agapiou           | 20   | Nicosia                        |
| Cộng hòa Séc           | Lucie Kovandova               | 19   | Dolní Kounice                  |
| Đan Mạch               | Malene Riis Sorensen          | 20   | Haderslev                      |
| Dominica               | Leslassa Armour-Shillingford  | 19   | Roseau                         |
| Cộng hòa Dominica      | Joely Bernat                  | 24   | Bronx                          |
| Ecuador                | Laritza Párraga               | 19   | Santo Domingo de los Colorados |
| El Salvador            | Paola Ayala                   | 18   | San Salvador                   |
| Anh                    | Kirsty Heslewood              | 24   | Luân Đôn                       |
| Guinea Xích Đạo        | Restituta Mifumu Nguema       | 19   | Micomeseng                     |
| Ethiopia               | Genet Tsegay                  | 22   | Mekele                         |
| Fiji                   | Caireen Erbsleben             | 21   | Suva                           |
| Phần Lan               | Maija Kerisalmi               | 20   | Nokia                          |
| Pháp                   | Marine Lorphelin              | 20   | Mâcon                          |
| Gabon                  | Brunilla Moussadingou         | 19   | Lambarene                      |
| Georgia                | Tamar Shedania                | 21   | Zugdidi                        |
| Đức                    | Amina Sabbah                  | 18   | Jena                           |
| Ghana                  | Carranzar Naa Okailey Shooter | 22   | Accra                          |
| Gibraltar              | Maroua Kharbouch              | 22   | Gibraltar                      |
| Hy Lạp                 | Athina Pikraki                | 21   | Athens                         |
| Guadeloupe             | Sheryna van der Koelen        | 21   | Saint-François                 |
| Guam                   | Camarin Mendiola              | 17   | Agana Heights                  |
| Guatemala              | Karla Loraine Quinto          | 25   | Thành phố Guatemala            |
| Guinea                 | Mariama Diallo                | 22   | Conakry                        |
| Guinea-Bissau          | Heny Tavares                  | 21   | Bafatá                         |
| Guyana                 | Ruqayyah Boyer                | 23   | Georgetown                     |
| Haiti                  | Ketsia Iciena Lioudy          | 19   | Cap-Haïtien                    |
| Honduras               | Monica Elwin                  | 19   | Roatan                         |
| Hồng Kông              | Huỳnh Tâm Dĩnh                | 24   | Hồng Kông                      |
| Hungary                | Annamaria Rakosi              | 21   | Debrecen                       |
| Iceland                | Sigridur Asgeirsdottir        | 22   | Reykjavík                      |
| Ấn Độ                  | Navneet Dhillon               | 20   | Patiala                        |
| Indonesia              | Vania Larissa                 | 17   | Pontianak                      |
| Ireland                | Aoife Walsh                   | 23   | Clonmel                        |
| Ý                      | Sarah Baderna                 | 22   | Castell'Arquato                |
| Jamaica                | Gina Hargitay                 | 18   | Kingston                       |
| Nhật Bản               | Michiko Tanaka                | 23   | Tokyo                          |
| Kazakhstan             | Aynur Toleuova                | 18   | Taldykorgan                    |
| Kenya                  | Wangui Gitonga                | 23   | Mombasa                        |
| Hàn Quốc               | Min-ji Park                   | 24   | Busan                          |
| Kyrgyzstan             | Zhibek Nukeeva                | 19   | Bishkek                        |
| Latvia                 | Eva Dombrovska                | 22   | Jelgava                        |
| Liban                  | Karen Ghrawi                  | 22   | Debel                          |
| Lesotho                | Mamahlape Matsoso             | 19   | Maseru                         |
| Lithuania              | Ruta Mazureviciute            | 22   | Garliava                       |
| Bắc Macedonia          | Kristina Spasenoska           | 21   | Kičevo                         |
| Malaysia               | Melinder Bhullar              | 20   | Kuala Lumpur                   |
| Malta                  | Donna Leyland                 | 20   | Attard                         |
| Martinique             | Julie Lebrasseur              | 19   | Ducos                          |
| Mauritius              | Nathalie Lesage               | 18   | Grand Baie                     |
| Mexico                 | Marilyn Chagoya               | 19   | Poza Rica                      |
| Moldova                | Valeriya Tsurkan              | 18   | Tiraspol                       |
| Mông Cổ                | Pagmadulam Sukhbaatar         | 23   | Ulaanbaatar                    |
| Montenegro             | Ivana Milojko                 | 18   | Kotor                          |
| Namibia                | Paulina Malulu                | 24   | Windhoek                       |
| Nepal                  | Ishani Shrestha               | 21   | Kathmandu                      |
| Hà Lan                 | Jacqueline Steenbeek          | 23   | Drunen                         |
| New Zealand            | Ella Langsford                | 20   | Auckland                       |
| Nicaragua              | Luz Mery Decena Rivera        | 23   | Jalapa                         |
| Nigeria                | Anna Banner                   | 18   | Bayelsa                        |
| Bắc Ireland            | Meagan Green                  | 23   | Lisburn                        |
| Na Uy                  | Alexandra Backstrom           | 23   | Oslo                           |
| Panama                 | Virginia Hernández            | 23   | Thành phố Panama               |
| Paraguay               | Coral Ruíz Reyes              | 22   | Luque                          |
| Perú                   | Elba Fahsbender               | 21   | Piura                          |
| Philippines            | Megan Young                   | 23   | Thành phố Olongapo             |
| Ba Lan                 | Katarzyna Krzeszowska         | 22   | Krynica-Zdrój                  |
| Bồ Đào Nha             | Elisabete Rodrigues           | 20   | Porto                          |
| Puerto Rico            | Nadyalee Torres               | 25   | Caguas                         |
| Romania                | Andreea Chiru                 | 20   | Braila                         |
| Nga                    | Elmira Abdrazakova            | 18   | Mezhdurechensk                 |
| Samoa                  | Penina Paeu                   | 21   | Apia                           |
| Scotland               | Jamey Bowers                  | 24   | Edinburgh                      |
| Saint Kitts và Nevis   | Trevicia Adams                | 22   | Basseterre                     |
| Serbia                 | Aleksandra Doknic             | 18   | Pozarevac                      |
| Seychelles             | Agnes Gerry                   | 19   | Victoria                       |
| Singapore              | Maria-Anna Zenieris           | 18   | Singapore                      |
| Slovakia               | Karolína Chomistekova         | 19   | Oravský Podzámok               |
| Slovenia               | Maja Cotic                    | 24   | Nova Gorica                    |
| Nam Phi                | Marilyn Ramos                 | 22   | Klerksdorp                     |
| Nam Sudan              | Modong Manuela                | 21   | Juba                           |
| Tây Ban Nha            | Elena Ibarbia                 | 18   | San Sebastián                  |
| Sri Lanka              | Iresha Asanki de Silva        | 22   | Colombo                        |
| Thụy Điển              | Agneta Myhrman                | 19   | Stockholm                      |
| Thụy Sĩ                | Cindy Williner                | 18   | Zurich                         |
| Tanzania               | Brigitte Lyimo                | 20   | Dar-es Salaam                  |
| Thái Lan               | Natalie Kanyapak Phoksomboon  | 22   | Udon Thani                     |
| Trinidad và Tobago     | Sherrece Villafana            | 19   | San Fernando                   |
| Tunisia                | Hiba Telmoudi                 | 22   | Gabes                          |
| Thổ Nhĩ Kỳ             | Ruveyda Oksuz                 | 19   | Istanbul                       |
| Uganda                 | Stellah Nantumbwe             | 22   | Kampala                        |
| Ukraine                | Anna Zayachkivska             | 21   | Ivano-Frankivsk                |
| Hoa Kỳ                 | Olivia Jordan                 | 24   | Tulsa                          |
| Quần đảo Virgin (Mỹ)   | Petra Cabrera-Badia           | 21   | Charlotte Amalie               |
| Uzbekistan             | Rakhima Ganieva               | 18   | Tashkent                       |
| Venezuela              | Karen Soto                    | 21   | Maracaibo                      |
| Việt Nam               | Lại Hương Thảo                | 22   | Quảng Ninh                     |
| Wales                  | Gabrielle Shaw                | 19   | Wrexham                        |
| Zambia                 | Christine Mwaaba              | 24   | Lusaka                         |

## Chú ý

### Lần đầu tham gia
- Cameroon
- Guinea
- Guinea-Bissau
- Uzbekistan

### Trở lại
| - Lần cuối tham gia vào năm 1975: - Haiti - Lần cuối tham gia vào năm 1978: - Dominica - Tunisia - Lần cuối tham gia vào năm 1988: - Samoa - Lần cuối tham gia vào năm 2001: - Quần đảo Virgin (Anh) - Lần cuối tham gia vào năm 2005: - Thụy Sĩ | - Lần cuối tham gia vào năm 2008: - Đài Bắc Trung Hoa - Lần cuối tham gia vào năm 2010: - Lesotho - Zambia - Lần cuối tham gia vào năm 2011: - Ghana - Kyrgyzstan - Moldova - Namibia - Romania |

### Bỏ cuộc
- Bonaire : Thiếu tài trợ
- Cabo Verde : Christina Spencer gặp vấn đề tài chính với tổ chức cuộc thi quốc gia
- Israel: Lý do chính trị
- Ma Cao: Không có cuộc thi nào diễn ra
- Malawi: Thiếu tài trợ
- Sierra Leone: Thiếu tài trợ
- Suriname: Rachel De La Fuente gặp vấn đề tài chính với tổ chức cuộc thi quốc gia
- Uruguay: Mercedes Bissio Del Puerto không nhận được visa và gặp vấn đề tài chính với tổ chức cuộc thi quốc gia
- Zimbabwe: Thiếu tài trợ

### Thay thế
- Hồng Kông: Đương kim hoa hậu Hồng Kông Trương Danh Nhã đã được thay thế bởi Á hậu 1 Huỳnh Tâm Dĩnh vì quá giới hạn tuổi.
- Serbia: Nikolina Bojić được thay thế bởi Aleksandra Doknic Á hậu 1 Hoa hậu Serbia 2012, sau đó rút lui bởi cô kết hôn với tay vợt người Canada Frank Dancević.

### Chỉ định
- Belarus: Maryia Vialichka được chọn là đại diện cho Belarus, sau khi không có cuộc thi quốc gia nào được tổ chức bởi vì cuộc thi Hoa hậu Belarus là sự kiện diễn ra 2 năm một lần. Lần cuối cùng diễn ra vào năm 2012. Maria chiến thăng với danh hiệu "Hoa hậu Từ thiện" tại cuộc thi Hoa hậu Belarus năm 2012.'
- Quần đảo Virgin (Anh): Kirtis Kassandra Malone được chọn là "Hoa hậu Thế giới Quần đảo Virgin thuộc Anh 2013". Ban tổ chức cuộc thi Hoa hậu Thế giới Quần đảo Virgin thuộc Anh đã mua lại bản quyền thương mại trong năm 2013.
- Síp: Kristy Marie Agapiou được chọn là đại diện cho Síp, cô là Á hậu 1 cuộc thi Ngôi sao Síp 2011.
- Guyana: Ruqayyah Boyer được chọn là Hoa hậu Guyana 2013 sau khi Natasha Martindale trở thành giám đốc quốc gia mới ở Guyana.
- Iceland: Sigridu Dagbjort được chọn là đại diện cho Iceland, cô là Á hậu 2 cuộc thi Ungfrú Island 2011.
- Kazakhstan: Aynur Toleuova được chọn là đại diện cho Kazakhstan. Cô là Hoa hậu Kazakhstan 2011.
- Hàn Quốc: Park Min-ji được chọn đại diện cho Hàn Quốc. Cô là Á hậu 2 Hoa hậu Hàn Quốc 2011.
- Mông Cổ: Pagmadulam Sukhbaatar được chọn là đại diện cho Mông Cổ sau cuộc gọi phỏng vấn.
- Nicaragua: Luz Decena được chọn là đại diện cho Nicaragua bởi Denis Davila, giám đốc quốc gia ở Nicaragua.
- Na Uy: Alexandra Backström được chọn là đại diện cho Na Uy sau khi được gọi phỏng vấn
- Saint Kitts và Nevis: Trevicia Adams được lựa chọn bởi Eversley Liburd & Joan Millard, giám đốc quốc gia tại Saint Kitts và Nevis.
- Hoa Kỳ: Olivia Jordan được chọn là đại diện cho Hoa Kỳ. Cô là Á hậu 1 cuộc thi Miss California USA 2013.
- Việt Nam: Lại Hương Thảo được chọn là đại diện của Việt Nam sau khi Hoa hậu Việt Nam 2012 Đặng Thu Thảo từ chối tham gia cuộc thi. Cô đăng quang Hoa khôi Thể thao Việt Nam 2012.
- Zambia: Christine Mwaaba được chọn là đại diện cho Zambia, cô là Á hậu 2 cuộc thi Hoa hậu Zambia 2010.

### Về các thí sinh
Các thí sinh sẽ và đã tham dự những cuộc thi sắc đẹp khác:
Hoa hậu Hoàn vũ
- 2012:  Georgia: Tamar Shedania
- 2012:  Guyana: Ruqayyah Boyer
- 2013:  Bỉ: Noémie Happart
- 2013:  Liban: Karen Ghrawi
- 2013:  Namibia: Paulina Malulu
- 2013:  Nga: Elmira Abdrazakova
- 2013:  Nam Phi: Marilyn Ramos
- 2015:  Hoa Kỳ: Olivia Jordan (Á hậu 2)

Hoa hậu Quốc tế
- 2012:  Namibia: Paulina Malulu (Top 15)

Hoa hậu Trái Đất
- 2012:  Guadeloupe: Sheryna van der Koelen

Hoa hậu Siêu quốc gia
- 2012:  Việt Nam: Lại Hương Thảo (Nữ hoàng châu Á - Thái Bình Dương)
- 2012:  Hungary: Annamaria Rakosi
- 2014:  Argentina: Teresa Kuster

Hoa hậu Liên lục địa
- 2012:  Đài Bắc Trung Hoa: Trương Thiều Quyên
  -  đại diện cho Đài Loan

Hoa hậu Du lịch quốc tế
- 2010:  Costa Rica: Yarli Marin
- 2011:  Mông Cổ: Pagmadulam Sukhbaatar (Top 15 và Hoa hậu Tài năng)

Miss Globe International
- 2013:  Haiti: Ketsia Lioudy (TBA)

Hoa hậu Nữ hoàng du lịch quốc tế trong năm
- 2012:  Paraguay: Coral Ruiz Reyes

Miss World Next Top Model
- 2011:  Venezuela: Karen Soto (Chiến thắng)

World Miss University
- 2010:  Panama: Virginia Hernández (Miss Friendship)

Top Model of the World
- 2012:  Puerto Rico: Nadyalee Torres (Top 15 và Hoa hậu Ảnh)

Reina Hispanoamericana
- 2012:  Cộng hòa Dominica: Joely Bernat (Hoa hậu Facebook)
  -  đại diện cho Mỹ
- 2012:  Perú: Elba Fahsbender

Miss Atlántico Internacional
- 2011:  Brasil: Sancler Frantz (Hoa hậu Internet)
- 2012:  Bolivia: Alejandra Castillo

Elite Model Look
- 2007:  Gruzia: Tamar Shedania (Chung kết)

Bride of the World
- 2012:  România: Andreea Chiru

Reinado Internacional del Café
- 2013:  Aruba: Larisa Leeuwe (Á hậu 2)

Reinado Panamericano de la Caña de Azúcar
- 2012:  Perú: Elba Fahsbender (Á hậu 2)

Miss Piel Dorada International
- 2011:  Belize: Idolly Louise Saldivar (Hoa hậu Thân thiện)
- 2013:  Costa Rica: Yarly Marín (Á hậu 2)

Reina de la Costa Maya
- 2011:  Belize: Idolly Louise Saldivar
- 2013:  Honduras: Monica Alexis Elwin Gough

Miss CEDEAO
- 2012:  Guinea: Mariama Diallo (Chiến thắng)

Jaycees Caribbean Queen
- 2013:  Dominica: Leslassa Shillingford (Chiến thắng)

Hoa hậu Nữ hoàng Văn hóa Caribbean
- 2013:  Dominica: Leslassa Shillingford (Chiến thắng)

## Các tranh cãi
- Sau những cuộc biểu tình đe dọa cuộc thi của những người Hồi giáo cứng rắn tại Indonesia,[2] chủ tịch của cuộc thi Hoa hậu Thế giới Julia Morley quyết định không tổ chức phần thi áo tắm trong năm 2013. Phần thi Hoa hậu Bãi biển được thay thế từ trang phục bikini sang trang phục đi biển truyền thống của Indonesia. Đây là phiên bản đầu tiên cuộc thi Hoa hậu Thế giới không có phần thi áo tắm.

## Các chú giải
1. 1 2 3 4  "Bản sao đã lưu trữ". Bản gốc lưu trữ ngày 25 tháng 4 năm 2014. Truy cập ngày 9 tháng 5 năm 2014.
2. ↑  "Miss World Organisers Cancel Bikini Round for 2013 Pageant". au.ibtimes.com. International Business Times. ngày 7 tháng 6 năm 2013. Bản gốc lưu trữ ngày 21 tháng 10 năm 2013. Truy cập ngày 8 tháng 10 năm 2013.

## Các liên kết
- Official Miss World Website